# Adegas Güell

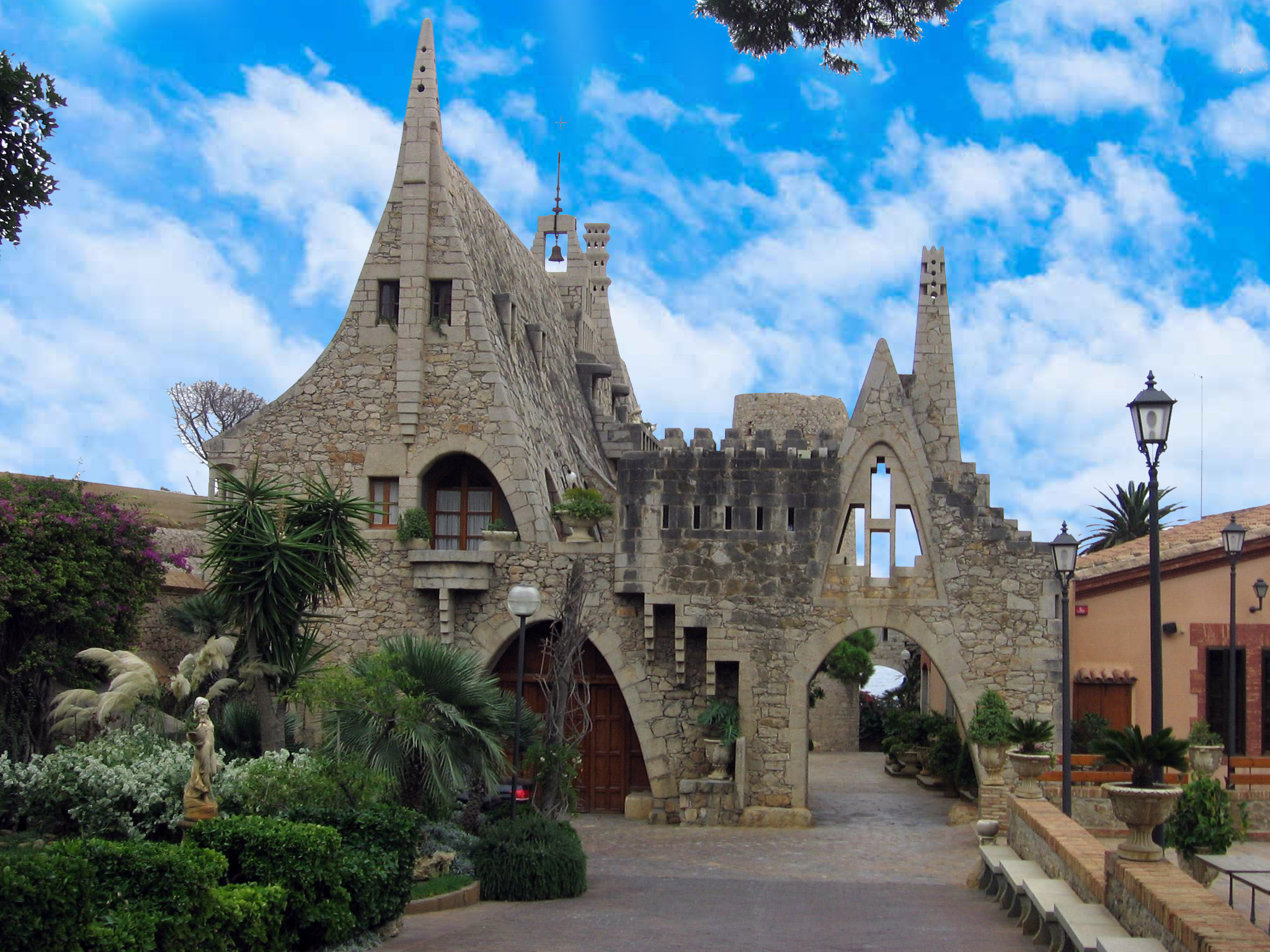
Adegas Güell.

As Adegas Güell são um conjunto arquitetónico composto por umas adegas e edifícios anexos situados na comarca de Garraf, município de Sitges, desenhadas pelo arquiteto catalão Antoni Gaudí e pelo seu colaborador Francesc Berenguer, construído entre 1895 e 1897.

## História e descrição
Em 1882, Eusebi Güell, conde de Güell, decidiu encomendou esta obra ao arquiteto Antoni Gaudí, com quem mantinha uma frutuosa relação pessoal e profissional desde 1878, quando ficara impressionado com o seu talento ao ver desenhos arquiteturais realizados por este na Exposição Universal desse ano em Paris. O conde foi o principal mecenas de Gaudí ao longo da sua carreira, encomendando-lhe várias das suas obras mais conhecidas, como o Palácio Güell, o Parque Güell e a Cripta da Colónia Güell.

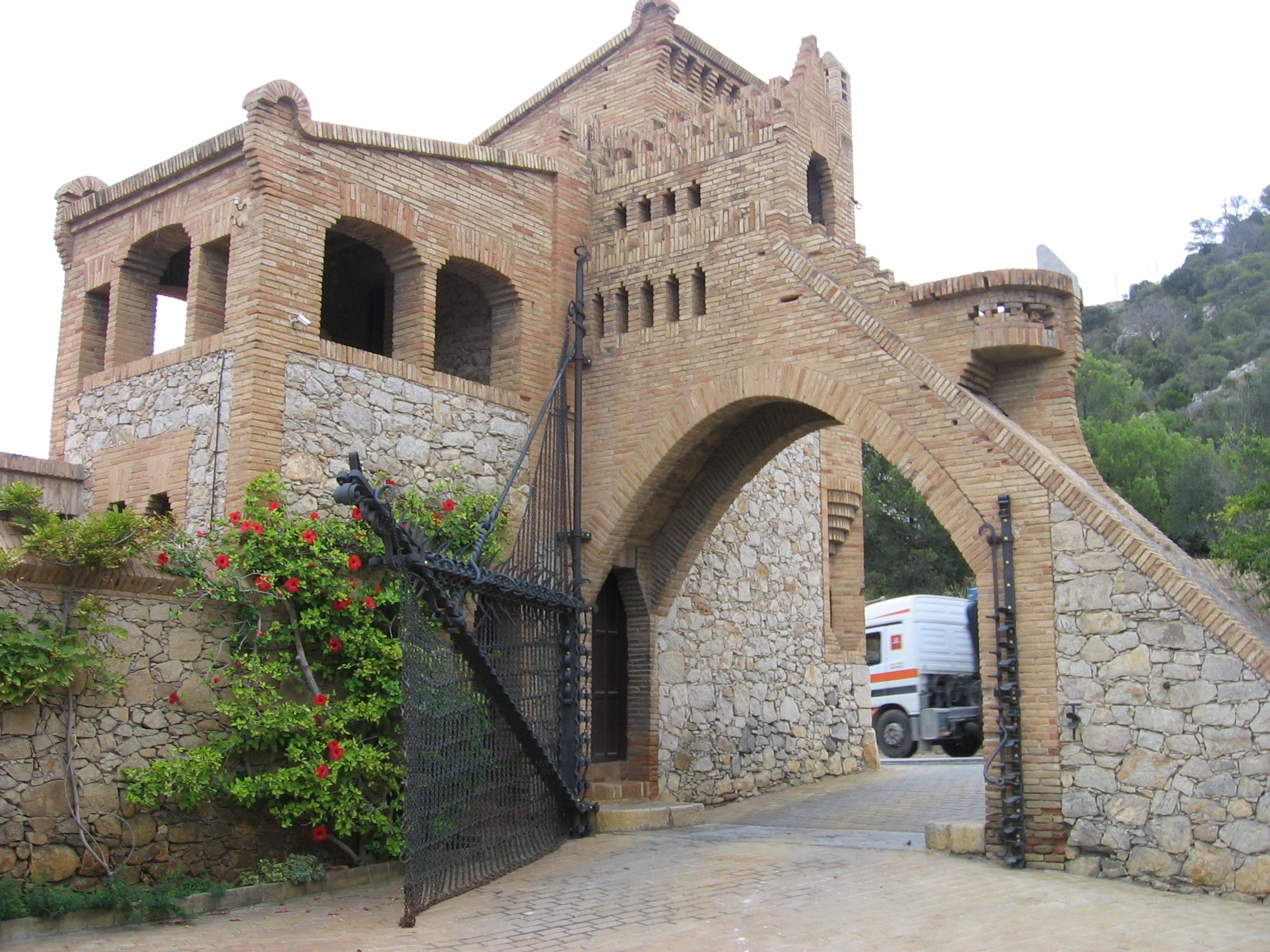
Pavilhão da portaria.

O encargo original de Güell consistia numas adegas e nuns pavilhões de caça na sua propriedade em Sitges, a fazenda La Cuadra, mas estes últimos nunca chegaram a ser edificados. As adegas e os edifícios anexos foram construídos entre 1895 e 1897, sob a direção de Francesc Berenguer, colaborador de Gaudí. Alguns estudiosos afirmam que a sua autoria é inteiramente de Berenguer, mas a maioria atribui a mesma a Gaudí, tanto pelo seu estilo como pelas soluções estruturais, estilísticas e materiais utilizados, levando igualmente em consideração que tratava de um encargo do conde Güell, amigo íntimo de Gaudí, e o facto de Berenguer não possuir o título de arquiteto, pelo que não podia assinar o projeto.
As adegas possuem um perfil frontal triangular com telhados muito inclinados em lajes de pedra, rematados por um jogo de chaminés e duas pontes que ligam as adegas ao antigo edifício existente na fazenda. Tem três pisos: o rés-do-chão para garagem, o primeiro piso para habitação e o último para uma capela coberta por uma abóbada parabólica, com o altar ao centro. O conjunto é completado com um pavilhão de portaria, onde se destaca a porta de ferro forjado com a forma de uma rede de pesca.
Güell produzia em Garraf um vinho que era servido nos barcos da Compañía Trasatlántica e que era exportado para Cuba; como não tinha muito sucesso, deixou de ser produzido em 1936.
Atualmente as Adegas Güell alojam um restaurante.